# ظهر بني سيلان (وشحة)

تعديل مصدري - تعديل

ظهر بني سيلان هي إحدى قرى عزلة بنى سعد بمديرية وشحة التابعة لمحافظة حجة، بلغ تعداد سكانها 120 نسمة حسب تعداد اليمن لعام 2004.